# Coteaux du Lizon
Ne doit pas être confondu avec Lizon.
Coteaux du Lizon est, depuis le 1er janvier 2017, une commune nouvelle française située dans le département du Jura, la région culturelle et historique de Franche-Comté et la région administrative Bourgogne-Franche-Comté.
Elle est située dans le parc naturel régional du Haut-Jura.

## Géographie
La commune nouvelle regroupe les communes de Saint-Lupicin et de Cuttura qui deviennent des communes déléguées, le 1er janvier 2017. Son chef-lieu se situe à Saint-Lupicin.

### Localisation
La commune est située à 2 km de Lavans-lès-Saint-Claude, à une douzaine de km de Saint-Claude et à 30 km d'Oyonnax. Elle est implantée sur le plateau du Lizon et est entourée par les montagnes du massif du Jura.

### Géologie et relief
La commune est située en moyenne montagne, dans le massif du Jura. La commune est coupée en deux par l'étroite mais profonde vallée du Lizon. Elle est entourée notamment par le massif de la Roche d'Antre à l'ouest et du plateau sur lequel est situé Avignon-lès-Saint-Claude à l'est.
Le territoire communal présente quelques caractéristiques géologiques spécifiques au Jura comme les combes.
Bien qu'elle soit dans le Haut-Jura, aucun des sommets dans le territoire de la commune ne dépasse les 1000 m, mais pour autant, à 5 km au sud, on trouve le crêt de Surmontant, qui lui culmine à 1 064 m. À noter que l'altitude maximale de son canton se trouve près de Lamoura au crêt Pela, culminant à 1 495 m.
Hydrographie
Le Lizon est le principal cours d'eau traversant la commune. C'est une petite rivière d'environ 7 km de longueur qui prend sa source au milieu du petit bourg de Les Crozets et qui se jette dans la Bienne près de Lavans-lès-Saint-Claude. On trouve également  le barrage de Cuttura, petite retenue d'eau située entre Cuttura et Saint-Lupicin. On compte également de nombreux ruisseaux de montagne.

### Climat
Pour des articles plus généraux, voir Climat de la Bourgogne-Franche-Comté et Climat du département du Jura.
En 2010, le climat de la commune est de type climat de montagne, selon une étude du Centre national de la recherche scientifique s'appuyant sur une série de données couvrant la période 1971-2000. En 2020, Météo-France publie une typologie des climats de la France métropolitaine dans laquelle la commune est exposée à un climat de montagne ou de marges de montagne et est dans la région climatique Jura, caractérisée par une forte pluviométrie en toutes saisons (1 000 à 1 500 mm/an), des hivers rigoureux et un ensoleillement médiocre.
Pour la période 1971-2000, la température annuelle moyenne est de 9,7 °C, avec une amplitude thermique annuelle de 16,8 °C. Le cumul annuel moyen de précipitations est de 1 580 mm, avec 12,9 jours de précipitations en janvier et 9,5 jours en juillet. Pour la période 1991-2020, la température moyenne annuelle observée sur la station météorologique de Météo-France la plus proche, « Saint-Claude », sur la commune de Saint-Claude à 6 km à vol d'oiseau, est de 10,3 °C et le cumul annuel moyen de précipitations est de 1 869,2 mm. 
La température maximale relevée sur cette station est de 41 °C, atteinte le 24 juillet 2019 ; la température minimale est de −23,7 °C, atteinte le 12 janvier 1987,,.
Les paramètres climatiques de la commune ont été estimés pour le milieu du siècle (2041-2070) selon différents scénarios d'émission de gaz à effet de serre à partir des nouvelles projections climatiques de référence DRIAS-2020. Ils sont consultables sur un site dédié publié par Météo-France en novembre 2022.

### Voies de communication et transports
La commune est située sur la D118, qui relie Lavans-lès-Saint-Claude à Clairvaux-les-Lacs ainsi que la D146 qui va jusqu'à Saint-Laurent-en-Grandvaux. Elle est aussi proche de la D470 qui relie Saint-Claude à Lons-le-Saunier, en traversant la partie sud du département du Jura dont les communes de Moirans-en-Montagne et Orgelet.

## Urbanisme

### Typologie
Au 1er janvier 2024, Coteaux du Lizon est catégorisée bourg rural, selon la nouvelle grille communale de densité à sept niveaux définie par l'Insee en 2022.
Elle appartient à l'unité urbaine de Coteaux du Lizon, une agglomération intra-départementale regroupant deux  communes, dont elle est une commune de la banlieue,,. Par ailleurs la commune fait partie de l'aire d'attraction de Saint-Claude, dont elle est une commune de la couronne,. Cette aire, qui regroupe 18 communes, est catégorisée dans les aires de moins de 50 000 habitants,.

## Histoire (Saint-Lupicin)
Saint-Lupicin nait de la construction d'un monastère au Ve siècle par le moine Lupicin de Lauconne et son frère Romain de Condat qui lui avait auparavant construit la chapelle de Saint-Romain de Roche, près de la localité de Petit-Châtel. Le bourg monastique est alors nommé et ce jusque vers 1100 Lauconne, qui signifie "Entre-deux montagnes".
À l'époque de Louis XIII, de la fin du XVIe au début du XVIIe siècle, le village, alors sous le nom de Saint-Lupicin, faisant partie de la Comté, est menacé par les Saxes et les Français. La situation est bien embêtante pour le village qui manque plusieurs fois de se faire envahir. C'est alors qu'un homme bien connu dans le village car il en est le curé, prend les devants et dirige sa paroisse de façon militaire. Faisant ses messes à l'extérieur de l'église avec ses armes sur un autel improvisé, le curé Marquis repoussa, lui et sa paroisse, plusieurs fois les invasions françaises si bien que ceux ci commençaient à en avoir peur. Le curé Marquis est devenu si célèbre que longtemps après ses exploits, dans le Bugey, pour encourager une personne, on lui disait "Die te définds de Lacuzon et du curé de San-Loupcène !" ("Dieu te protège de Lacuzon et du curé de St-Lupicin").
Au cours de la Révolution française, la commune porta provisoirement et à nouveau le nom de Lauconne[1].
Aux XIXe et XXe siècles se déroule la prospérité du village, desservie notamment par les Chemins de fer vicinaux du Jura. Une division marque également le village, sur fonds d'idées politiques, entre "Les Rouges" et "Les Blancs" (les Rouges étant les ouvriers et paysans, sympathisants ou militants du PCF et les Blancs étant la bourgeoisie locale). Une division si profonde que tout est doublé dans le village : il y a notamment deux cinémas : le cinéma de la Fraternelle et le cinéma du Cercle. Deux cafés du même nom que ces deux cinémas sont présents sur la commune, ainsi que deux clubs de football différents ; lorsqu'ils se rencontraient, il s'agissait d'un événement qui rassemblait tout le village. La fin du XIXe siècle et le début du XXe marquent aussi les vagues d'immigration : à cette époque, ce sont les Italiens ou les Irlandais fuyant la pauvreté et la famine qui arrivent dans le petit village jurassien. Lors de la Seconde Guerre mondiale, Saint-Lupicin et Cuttura étaient proches de la Ligne de démarcation qui passait plus au nord et à l'est, au niveau de Saint-Laurent-en-Grandvaux ou encore Lajoux. Passé ces deux communes, on entrait dans la zone occupée du nord-est de la France où tout retour des réfugiés était absolument interdit par le gouvernement nazi. Le département du Jura faisait partie, à cette époque, de la quinzaine de départements coupés par cette ligne instaurée par les Nazis et le Troisième Reich lors de la défaite rapide de la France.
Dans les années 1970, une nouvelle vague d'immigration se produit en même temps que le développement industriel du village : les peuples turcs et arabes arrivent en grand nombre et le nombre d'embauches possibles est sans précédent. La population est en plein essor et passe assez vite de 1 000 à 2 000 habitants.
Dans les années 2010, l'économie Lupicinoise repose donc essentiellement sur l'industrie de plasturgie et la petite ville continue son essor. Celle ci fait notamment partie de la Plastic Valley, qui est la région la plus développée d'Europe en matière de plasturgie et notamment Oyonnax. En 2017, Saint-Lupicin officialise son union avec sa voisine Cuttura et forme la commune de Coteaux du Lizon dont elle est le bureau centralisateur. Selon les chiffres de l'INSEE, la commune nouvelle compte 2462 habitants au 1er janvier 2019.
Lors des élections municipales de 2020, Roland Frezier (DVG) succède à Alain Waille (PS) en tant que maire. Il est alors prévu un réaménagement du centre-bourg de Saint-Lupicin.

## Politique et administration
| Nom                   | Code Insee | Intercommunalité          | Superficie (km2) | Population (dernière pop. légale) | Densité (hab./km2) |
| --------------------- | ---------- | ------------------------- | ---------------- | --------------------------------- | ------------------ |
| Saint-Lupicin (siège) | 39491      | CC Haut-Jura Saint-Claude | 9,54             | 2 074 (2014)                      | 217                |
| Cuttura               | 39186      | CC Haut-Jura Saint-Claude | 5,95             | 327 (2014)                        | 55                 |

### Liste des maires
| Période      | Période   | Identité       | Étiquette | Qualité |
| ------------ | --------- | -------------- | --------- | ------- |
| janvier 2017 | juin 2020 | Alain Waille   | PS        |         |
| juin 2020    | En cours  | Roland Frezier | DVG       |         |

### Circonscriptions électorales
À la suite du décret du 5 mars 2020, la commune de Coteaux du Lizon est entièrement rattachée au canton des Coteaux du Lizon dont elle est le bureau centralisateur.
Ce canton, anciennement nommé "canton de Saint-Lupicin" est constitué notamment des communes de l'ancien canton des Bouchoux, qui, dans le passé, avait regroupé les communes du Haut-Jura.

### Premier tour
1. Emmanuel Macron ; 24,3 % (LaRem)
2. Marine Le Pen ; 21,7 % (RN)
3. Jean-Luc Mélenchon ; 21,0 % (LFI)
4. François Fillon ; 15,4 % (LR)
5. Benoît Hamon ; 7,1 % (PS)
6. Nicolas Dupont-Aignan ; 5,6 % (DLF)
7. Philippe Poutou ; 1,8 % (NPA)
8. François Asselineau ; 1,2 % (UPR)
9. Jean Lassalle ; 1,0 % (RES)
10. Nathalie Arthaud ; 0,8 % (LO)
11. Jacques Cheminade ; 0,1 % (S&P)

### Second tour
1. Emmanuel Macron ; 64,8 % (LaREM)
2. Marine Le Pen ; 35,2 % (RN)

### Premier tour
1. Jean-Luc Mélenchon ; 23,2 % (LFI)
2. Emmanuel Macron ; 22,9 % (LaRem)
3. Marine Le Pen ; 21,9 % (RN)
4. Éric Zemmour ; 7,5 % (REC)
5. Jean Lassalle ; 5,7 % (RES)
6. Yannick Jadot ; 5,7 % (EELV)
7. Valérie Pécresse ; 4,3 % (LR)
8. Nicolas Dupont-Aignan ; 2,7 % (DLF)
9. Fabien Roussel ; 2,4 % (PCF)
10. Anne Hidalgo ; 2,1 % (PS)
11. Philippe Poutou ; 1,3 % (NPA)
12. Nathalie Arthaud ; 0,4 % (LO)

### Second tour
1. Emmanuel Macron ; 58,0% (LaREM)
2. Marine Le Pen ; 42,0% (RN)

## Population et société

### Démographie
L'évolution du nombre d'habitants est connue à travers les recensements de la population effectués dans la commune depuis sa création.

En 2022, la commune comptait 2 146 habitants, en évolution de −10,21 % par rapport à 2016 (Jura : −0,81 %, France hors Mayotte : +2,11 %).
| 2015  | 2020  | 2022  |
| ----- | ----- | ----- |
| 2 382 | 2 191 | 2 146 |

## Culture locale et monuments historiques
L'église Notre-Dame de Saint-Lupicin, est notée « une étoile » sur le Guide MICHELIN. Elle est également classée monument historique depuis 1906. Elle est le point de fondation du village de Saint-Lupicin. L'édifice, fondé donc au Ve siècle, a été rénové plusieurs fois et est majoritairement du courant roman des XIe et XIIe siècles. Des fouilles réalisées en 2008 à la croisée transept ont pu mettre au jour certains éléments d'un sanctuaire mérovingien. Un monument funéraire massivement décoré a même été retrouvé, on pense qu'il s'agit du tombeau du moine Lupicin de Lauconne.

### Personnalités liées à la commune
- Saint Romain (Izernore, v. 390 - monastère de la Balme, Saint-Romain-de-Roche, 460), moine et abbé ; cofondateur, avec son frère Romain, des monastères de Condat, Lauconne et la Balme.
- Saint Lupicin (Izernore, v. 415 - monastère de Lauconne, 480), moine et abbé ; cofondateur, avec son frère Romain, des monastères de Condat, Lauconne et la Balme.
- Claude Marquis dit le curé Marquis (le moine soldat)
- Louis de Ronchaud (Lons-le-Saunier, 1816 - Saint-Germain, 1887), poète et écrivain ; fut conservateur du musée du Louvre et directeur des Musées nationaux. Secrétaire et ami de Lamartine, il habita la commune.
- Lucien Arbel (Saint-Lupicin, 1826 - Paris, 1892), député et sénateur.
- Félix Jeantet (Saint-Claude, 1855 - Paris, 1932), homme de lettres, est inhumé à Saint-Lupicin.
- Georges Petetin (Saint-Lupicin, 1920 - Auxerre, 2012), peintre et sculpteur né sur la commune
- Jean-Noël Mermet (1944 - ) commandant la brigade de gendarmerie de Loyada, poste frontière entre la Somalie et Djibouti, participa avec le GIGN  à l'opération de libération d'une trentaine d’enfants de militaires français pris en otage le 3 février 1976.
- Nadir Belhadj (Saint-Claude, 1982 - ), footballeur professionnel international algérien, a grandi à Saint-Lupicin.
- Enzo Reybier (Saint-Lupicin, 2002 - ), rugbyman professionnel évoluant à Oyonnax Rugby et convoqué par le XV de France en 2022, est originaire de Saint-Lupicin[22].